# مسجد جمعه دربند
مسجد جمعه دربند یک مسجد جمعه و مدرسه (اسلام) شیعه است که در مرکز بخش قدیمی دربند در جمهوری داغستان، در روسیه امروزی واقع شده است. این مسجد توسط ایرانیان قبل از جدایی دربند از ایران در نتیجه پیمان گلستان پس از جنگ ایران و روسیه (۱۸۱۳–۱۸۰۴) ساخته شده است (روسی: Дербентская Джума-мечеть). تکمیل شده در ح. 734این مسجد که قدمت آن میلادی می‌رسد، قدیمی‌ترین مسجد در روسیه و کشورهای مستقل مشترک‌المنافع است. با وجود قدمت چند صد ساله‌اش، این مسجد به خوبی حفظ شده است. این مسجد یک میراث فرهنگی از مردم فدراسیون روسیه با اهمیت فدرال است. مسجد جمعه بخشی از میراث جهانی یونسکو در دربند قدیمی است.

## تاریخچه
در سال ۷۳۳، در هر یک از ۷ محله دربند، یک مسجد ساخته شد. به همراه این مساجد، یک مسجد بزرگتر برای نماز جمعه عمومی ساخته شد. از آن زمان به بعد تعداد مساجد افزایش یافت و تا سال ۱۷۹۶، ۱۵ مسجد در دربند وجود داشت.
بالای ورودی مسجد، کتیبه‌ای وجود دارد که بیان می‌کند در سال‌های ۱۳۶۸–۱۳۶۹، مسجد پس از زلزله توسط تاج‌الدین از باکو مرمت شده است. در سال ۱۸۱۵، گسترش و شکل‌گیری کل مجموعه مسجد تکمیل شد. در دهه ۱۹۳۰، مسجد در جریان کمپین الحادی که در سراسر اتحاد جماهیر شوروی آغاز شد، بسته شد.
بین سال‌های ۱۴۷۴ و ۱۴۷۵، ساخت یک مدرسه آغاز شد. گسترش آن و تشکیل کل مجموعه تنها در سال ۱۸۱۵ تکمیل شد.
از سال ۱۹۳۸ تا ۱۹۴۳، این مسجد به زندان شهر تبدیل شد. در سال ۱۹۴۳، با حکمی از مسکو، این مسجد به روحانیون شهر بازگردانده شد و حق استفاده بیشتر از آن برای اهداف مورد نظرش به آنها داده شد. در دوران اتحاد جماهیر شوروی، مسجد جمعه بزرگ‌ترین مسجد در قفقاز شمالی بود و تا سال‌های اخیر تنها مسجد در سراسر داغستان جنوبی باقی ماند. به همین دلیل، مؤمنان از مناطق مختلف داغستان جنوبی برای نماز جمعه به دربند می‌آمدند.
در دهه ۱۹۴۰، اساسنامه مسجد تدوین شد و پیروان آن هیئتی متشکل از ۲۰ نفر را انتخاب کردند. جوامع سنی و شیعه شهر، امامان خود را دارند.
در سال ۲۰۱۵، در آماده‌سازی برای جشن دو هزارمین سالگرد دربند، کارهای مرمت در مسجد انجام شد.

## معماری
مجموعه مسجد جمعه شامل مسجد اصلی، مدرسه و محل زندگی روحانیون است. در زمان ساخت، یعنی از سال ۷۳۳ تا ۷۳۴ میلادی، این بنا بزرگ‌ترین ساختمان شهر بود. این مسجد از غرب به شرق ۶۸ متر (۲۲۳ فوت) و از جنوب به شمال ۲۸ متر (۹۲ فوت) طول دارد. گنبد آن ۱۷ متر (۵۶ فوت) ارتفاع دارد.
فضای داخلی مسجد از سه شبستان تشکیل شده است که توسط ستون‌های مربعی با سرستون‌های برجسته از هم جدا شده‌اند. شبستان میانی ۶٫۳ متر (۲۱ فوت) عرض دارد و شبستان‌های جانبی ۴ متر (۱۳ فوت) عرض دارند. طاق‌های نیزه‌ای بین ستون‌ها قرار گرفته‌اند.
حیاط مسجد ۵۵ در ۴۵ متر (۱۸۰ در ۱۴۸ فوت) است و با چهار درخت چنار قدیمی تزئین شده است که به وسیله آنها می‌توان مسجد جمعه را از هر نقطه‌ای در دربند تشخیص داد. در سال ۲۰۱۲، درختان چنار مسجد جمعه به عنوان بناهای طبیعی با اهمیت تمام روسیه شناخته شدند و تحت حفاظت شورای حفظ میراث طبیعی ملت در شورای فدراسیون مجمع فدرال فدراسیون روسیه قرار گرفتند.

## نگارخانه

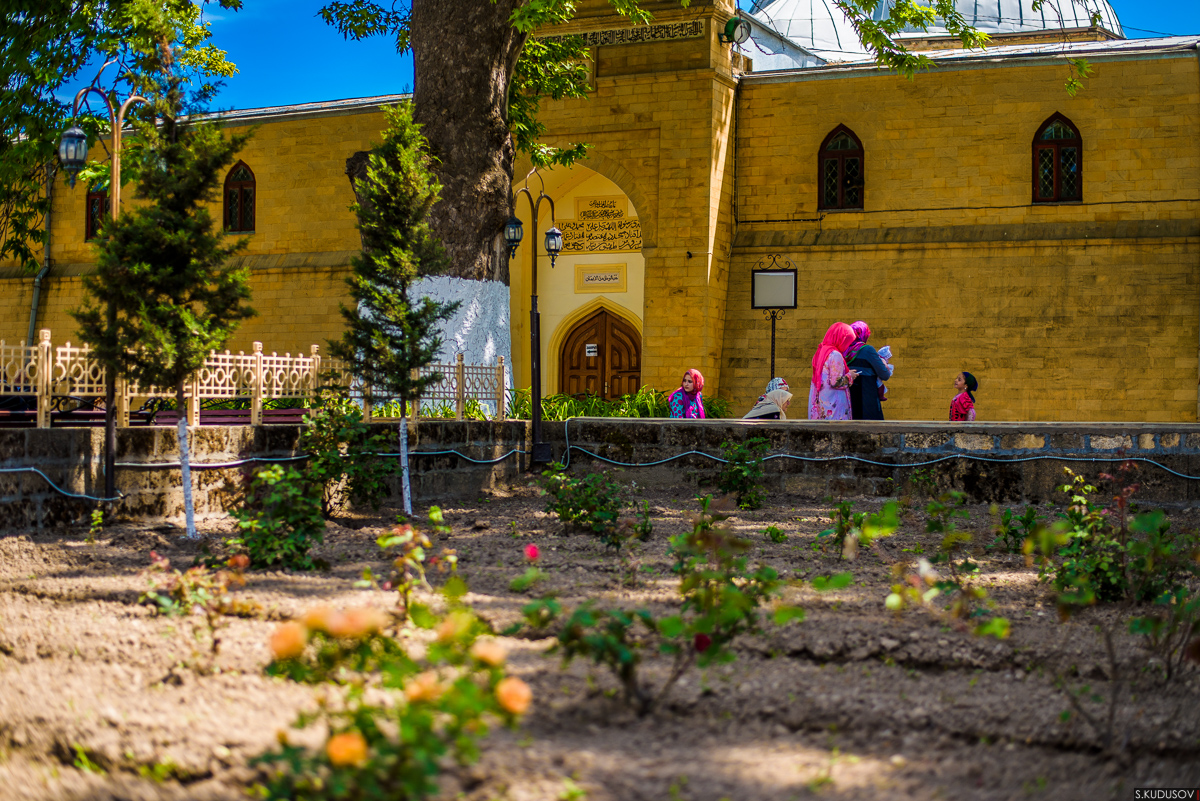
حیاط مسجد
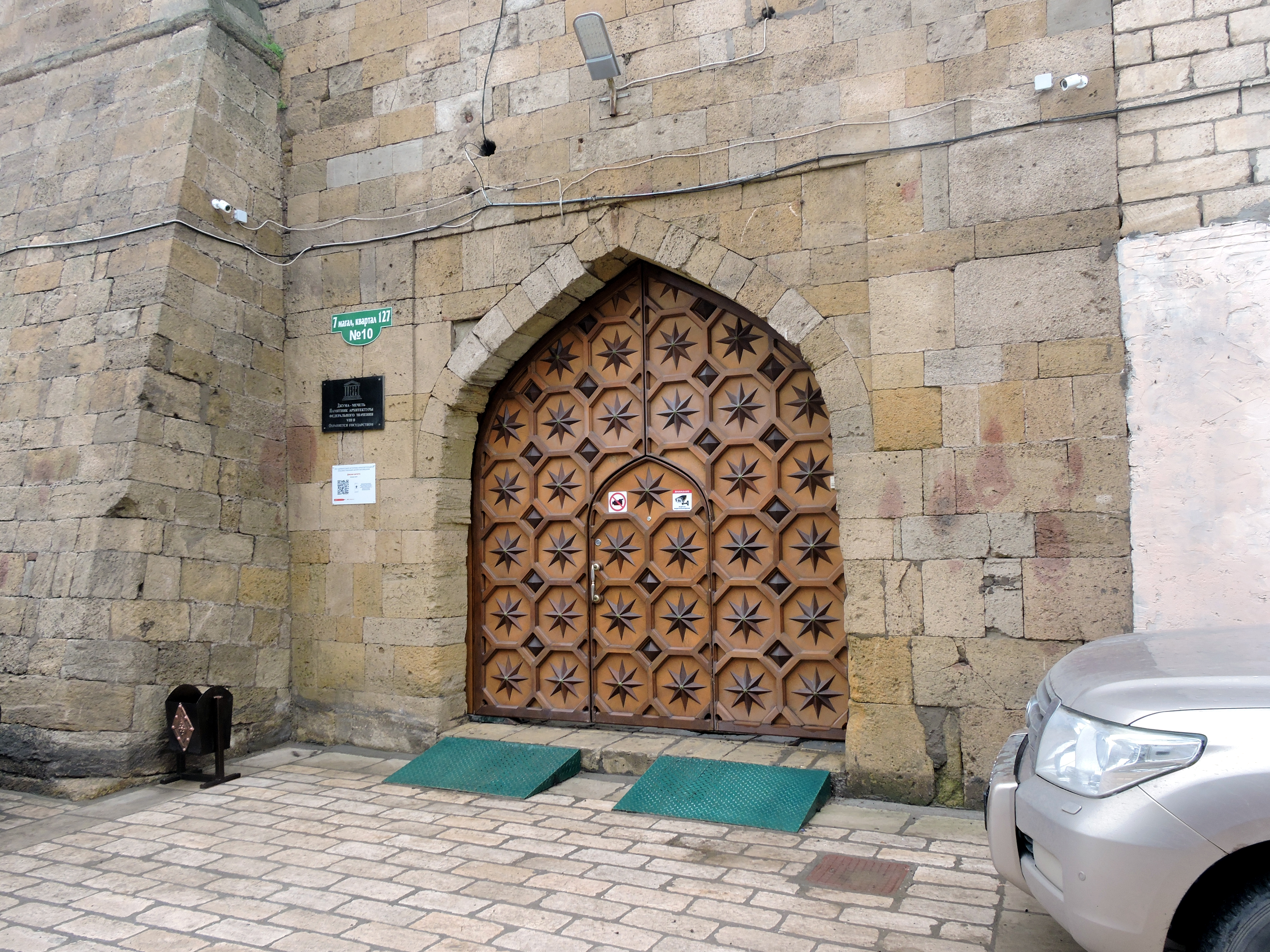
دروازه مسجد
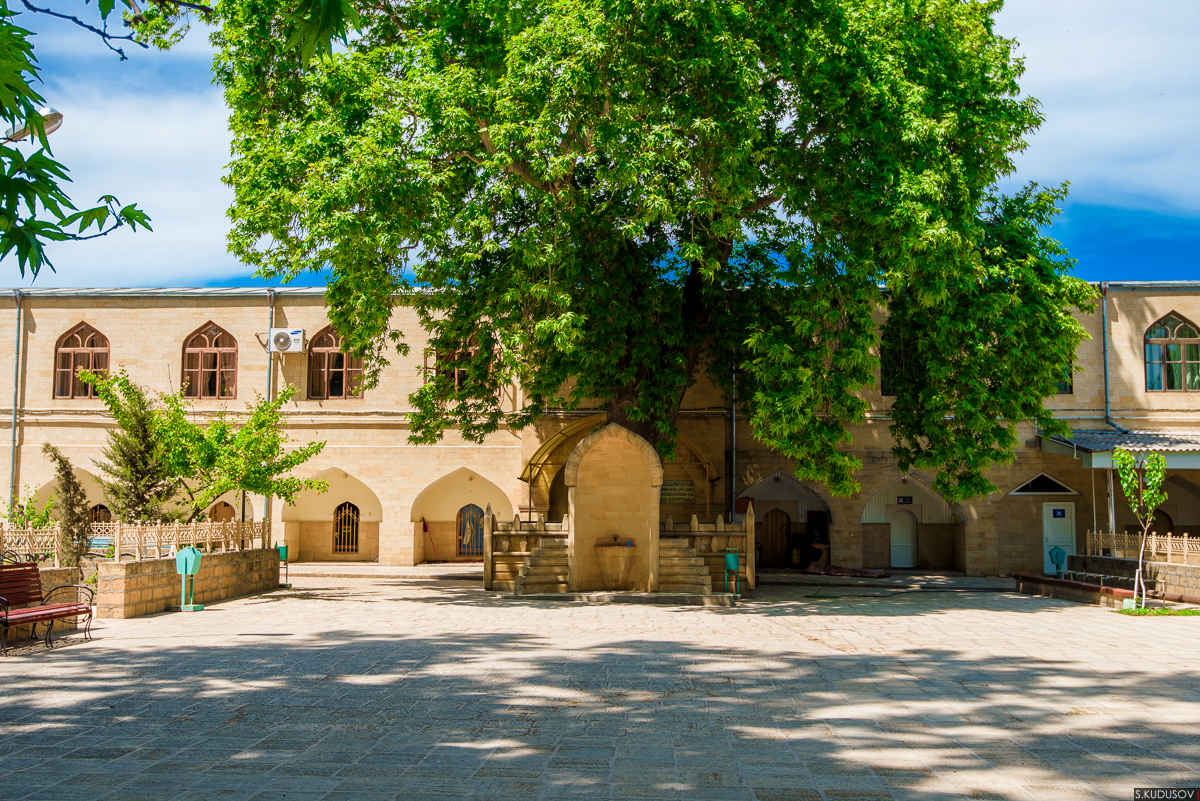
حیاط مسجد
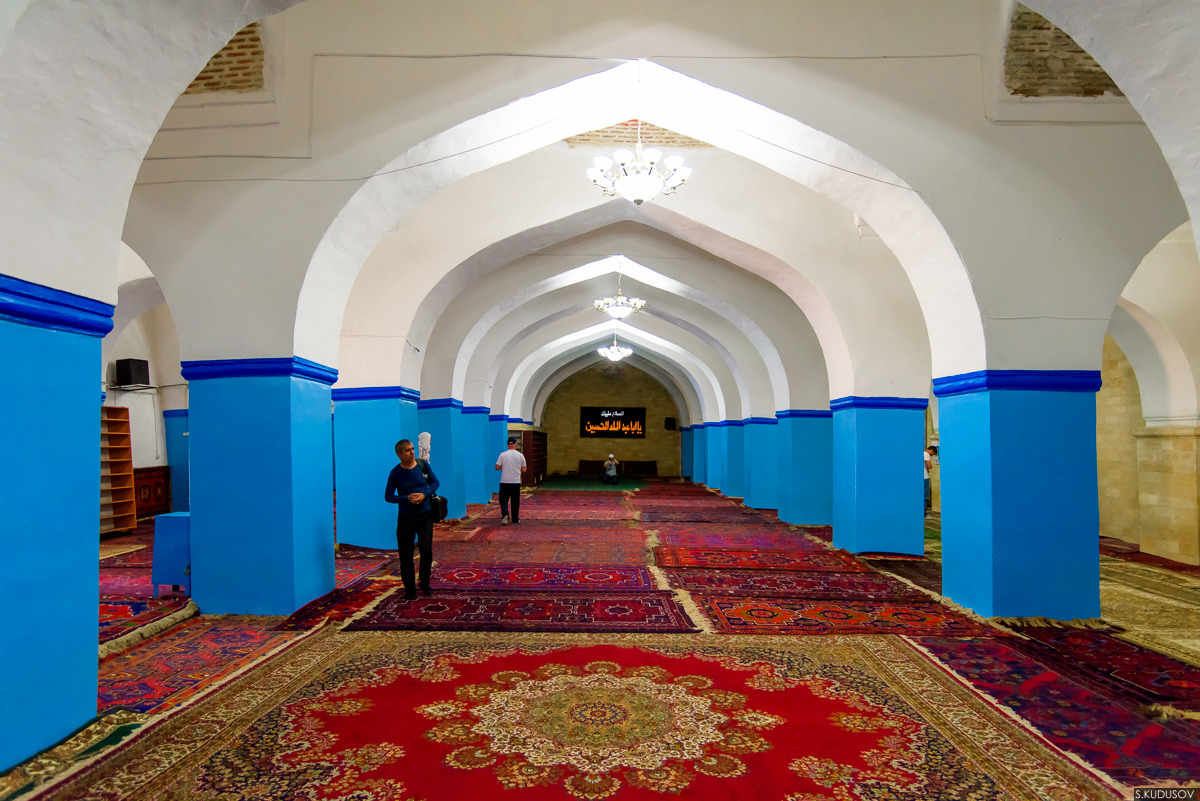
مسجد از داخل
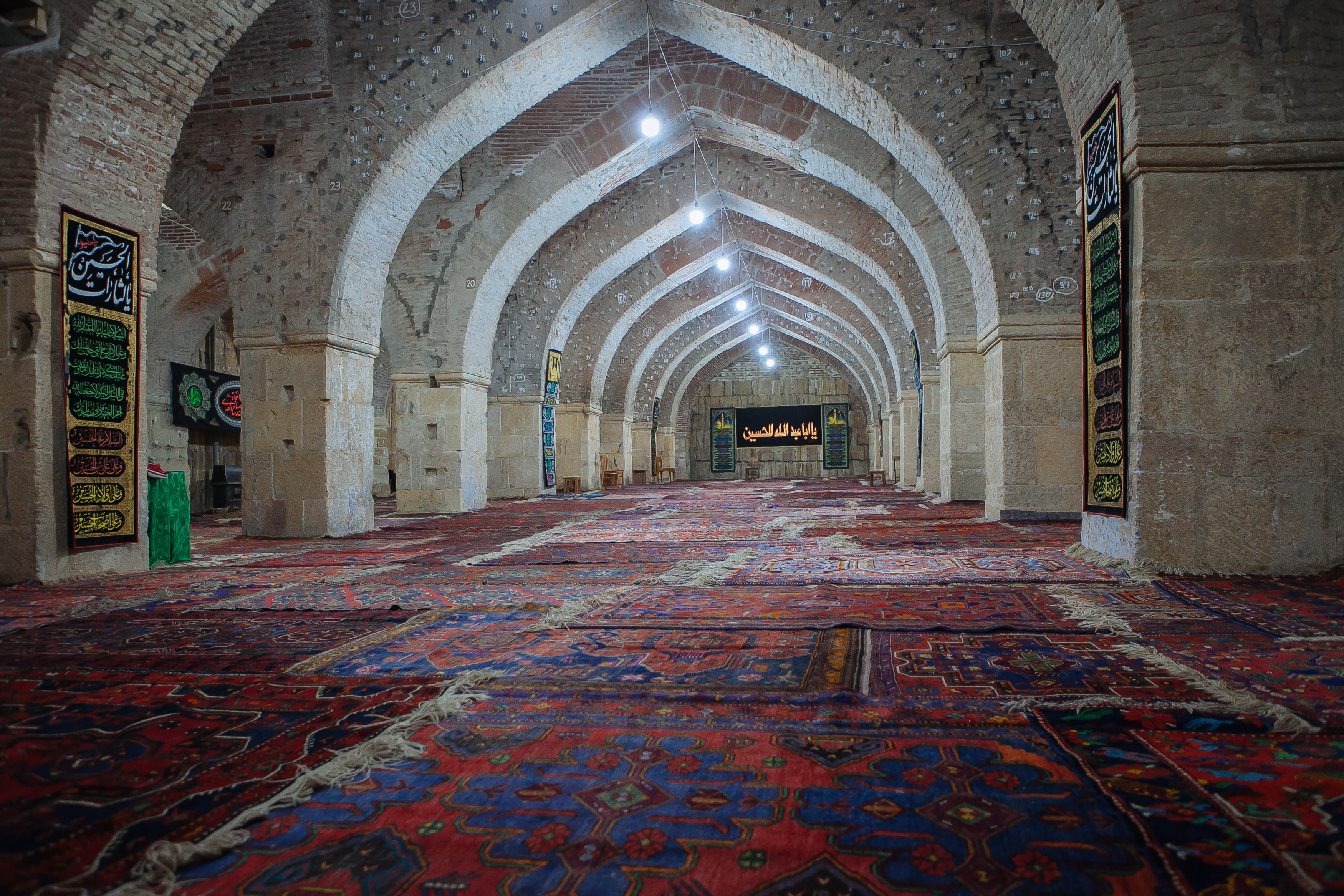
داخل مسجد
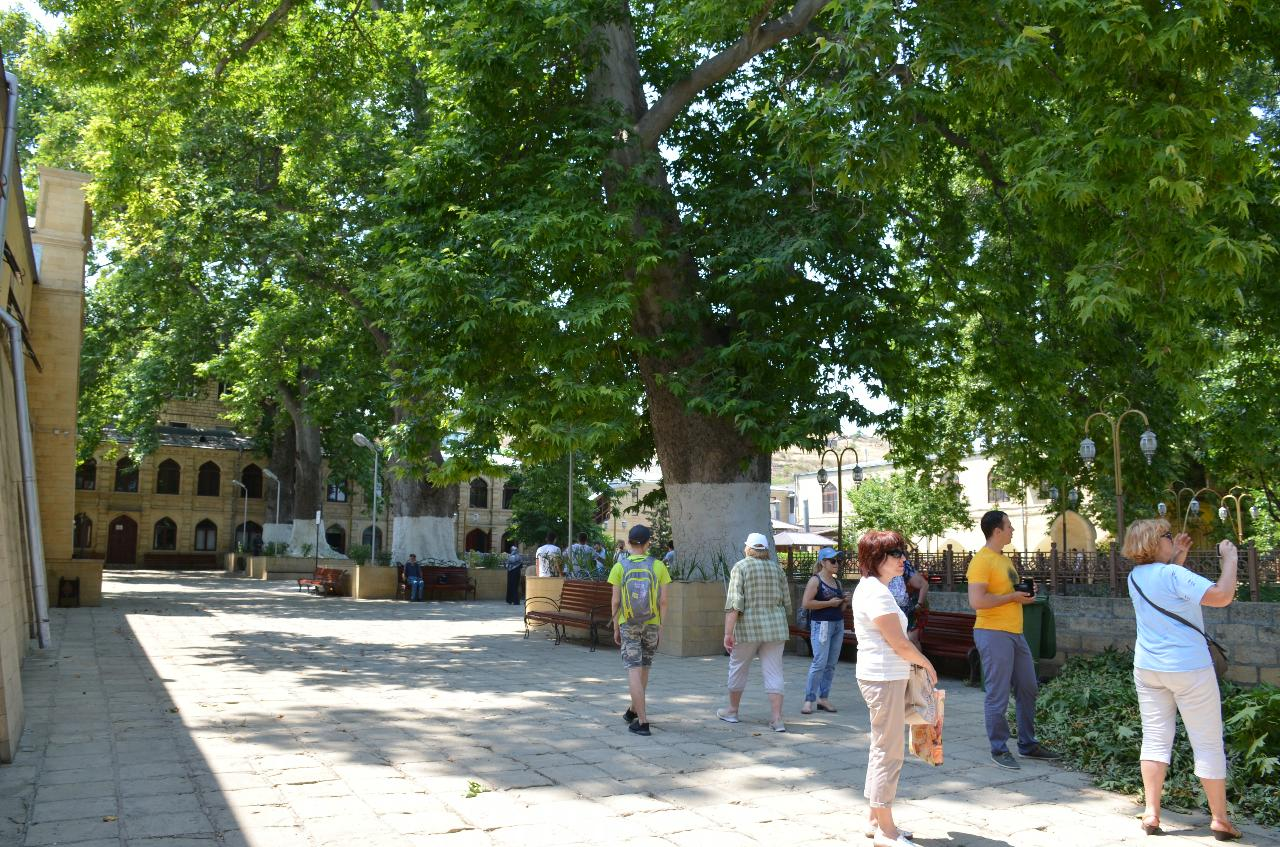
گشت و گذار در مسجد